# Taça Brasil — Grupo Norte
O Grupo (ou Zona) Norte da Taça Brasil foi uma fase regional da Taça Brasil, que classificava seu vencedor à disputa da Zona Norte–Nordeste da Taça Brasil. A CBF não reconhece as conquistas dos clubes vencedores desta fase regional como sendo "títulos" oficiais.
Umas das principais reclamações daqueles que descredenciam o torneio como taça da Região Norte do Brasil é o fato da competição, de sua criação ao seu término sempre ter contado com número superior de equipes da Região Nordeste do Brasil e além disso nunca ter possuído um legítimo campeão da região Norte, o que é justificado pelas configurações regionais da época e a tarde profissionalização do futebol na região. Cearenses, pernambucanos, maranhenses, piauienses, paraibanos e potiguares completavam a competição junto a paraenses e mais tarde amazonenses.
A fórmula de disputa era em sistema de mata-mata, com exceção do ano de 1967, no qual houve uma fase prévia e 1968, que não houve disputa, pois o torneio foi disputado por grupos envolvendo equipes do Norte e do Nordeste.
Das dez Zonas Norte–Nordeste da Taça Brasil disputadas, em quatro oportunidades o campeão foi o mesmo do Grupo Norte, quatro vezes o do Nordeste e em duas pré-classificados a fases finais.
Os pernambucanos clubes foram os maiores vencedores com cinco conquistas, seguidos pelos cearenses com quatro. Fortaleza e Sport são os maiores campeões do torneio com três conquistas cada.

## Campeões
| Ano  | Campeão           | Vice              |                   |
| 1959 | Sport             | Tuna Luso         |                   |
| 1960 | Fortaleza         | Moto Club         |                   |
| 1961 | Fortaleza         | Remo              |                   |
| 1962 | Sport             | Ceará             |                   |
| 1963 | Sport             | Paysandu          |                   |
| 1964 | Náutico           | Paysandu          |                   |
| 1965 | Náutico           | Remo              |                   |
| 1966 | Fortaleza         | Paysandu          |                   |
| 1967 | América           | Paysandu          |                   |
| 1968 | Não houve disputa | Não houve disputa | Não houve disputa |